# ناحية الكوير
ناحية الكوير هي إحدى نواحي العراق، مركزها مدينة الكوير، تتبع الناحية قضاء مخمور في محافظة نينوى، وتقع عند نقطة التقاء ثلاث محافظات (أربيل والموصل وكركوك)، تبعد عن مركز مدينة الموصل 50 كم وعن مركز مدينة أربيل 45 كم وعن مركز مدينة كركوك 95 كم. تأسست البلدة خلال حكم العثمانيين ثم حولت إلى ناحية عام 1927م زمن المملكة العراقية. تضم الناحية 51 قرية أشهرها هويرة والشرائع وكبران. البيئة الغالبة على تضاريس الناحية هي البيئة المتموجة وعرفت سابقاً وإلى الآن بمنطقة شمامك وتعد المنطقة زراعية خصبة حيث يروي أراضيها نهر الزاب الأعلى ومجموعة من الوديان الموسمية.